# カトーの自害
『カトーの自害』（カトーのじがい、伊: Suicidio di Catone、英: The Suicide of Cato）は、イタリア・バロック期の巨匠グエルチーノが1641年にキャンバス上に油彩で制作した絵画である。18世紀のブリニョーレ (Brignole) 家のコレクションに記載されており、1874年にブリニョーレ家最後の人物であったマリーア・ブリニョーレ・サーレ・デ・フェラーリによってジェノヴァ市に寄贈された。現在、ジェノヴァのストラーダ・ヌォーヴァ美術館群に属すパラッツォ・ロッソに所蔵されている。

## 作品
絵画の主題となっているマルクス・ポルキウス・カトー・ウティケンシスについては、古代ローマ時代の著述家プルタルコスによって語られている。カトーはストア派の原理に忠実で、ローマ内戦時代にはグナエウス・ポンペイウスの支持者であった。しかし、自身の信条が失われたと知るや、予め彼から取り上げられていた剣を腹部に刺し、自害した。17世紀にカトーは、死を恐れることもないほど自身に忠実であった理想の男の象徴であった。
作品はローマで活動していたペルージャ出身の弁護士マルカントニオ・エウジェニオ  (Marcantonio Eugenio) により注文されたが、エウジェニオはグエルチーノに対作品となる『セネカの死』 (現存しない) も注文しており、両作品とも道徳的な動機による依頼であったと解釈できる。グエルチーノの「勘定帳」には1640年11月22日に本作に対して15スクード相当の額が支払われたことが記されており、1641年12月7日には残額の45スクードが支払われている。エウジェニオは、1643年に同じく60スクードと見積もられた『セネカの死』も受け取っている。セネカの死の主題はグエルチーノの作品中で人気のあったもので、彼はアントニオ・バルベリーニ枢機卿のためにも別ヴァージョンを75スクードで制作した。